# Castell de Foix
|  | Per a altres significats, vegeu «Castell de Foix (França)». |

El Castell de Foix és un castell medieval al municipi de Torrelles de Foix (Alt Penedès) declarat bé cultural d'interès nacional. Al costat de l'església de Santa Maria de Foix hi havia el castell de Foix. D'aquest només són visibles unes poques restes de molt poca alçada, que devien formar part de les muralles del recinte.
El castell de Foix apareix documentat per primera vegada l'any 1067. L'any 1161 el propietari del castell era Bernat Marcús, un burgès barceloní. La propietat passà per diverses mans de la casa de Peguera. Un membre d'aquesta família, Guerau de Peguera i Berardo, fou nomenat pel rei Carles III marquès de Foix el 1710. Aquesta família s'extingí al final del segle xix.